# Stichopogon molkovskii
Stichopogon molkovskii là một loài ruồi trong họ Asilidae. Stichopogon molkovskii được Lehr miêu tả năm 1964. Loài này phân bố ở vùng Cổ Bắc giới.